# Cerceda (El Pino)
Cerceda (llamada oficialmente San Miguel de Cerceda) es una parroquia y un lugar español del municipio de El Pino, en la provincia de La Coruña, Galicia.

## Entidades de población
Entidades de población que forman parte de la parroquia:
- Brea (A Brea)
- Ras (As Ras)
- Cerceda
- Cabo (O Cabo)
- Castro (O Castro)
- San Miguel
- Villarmeao (Vilarmeao)
- Viler (O Viler)
- O Arnal
- O Malle
- O Mesón
- Oxén
- A Rabiña

## Demografía

### Parroquia
| Gráfica de evolución demográfica de Cerceda (parroquia) entre 2000 y 2019 |
|                                                                           |
| Datos según el nomenclátor publicado por el INE.                          |

### Lugar
| Gráfica de evolución demográfica de Cerceda (lugar) entre 2000 y 2019 |
|                                                                       |
| Datos según el nomenclátor publicado por el INE.                      |